# Pierre Droite (Milly-la-Forêt)
Pour les articles homonymes, voir Pierre Droite.
La Pierre Droite, appelé aussi Pierre du Paly ou menhir de Milly, est situé à Milly-la-Forêt, dans le département de l'Essonne en France.

## Protection
Le menhir est classé comme monument historique depuis 1974.

## Caractéristiques
La Pierre Droite est un menhir isolé, situé sur le plateau surplombant la vallée de l'Essonne, à l'est. 
Le menhir est un bloc de grès siliceux de forme vaguement rectangulaire, mesurant 4 m de hauteur pour 1,90 m de largeur à la base et entre 0,60 m et 0,70 m d'épaisseur. Il comporte des gravures obtenues par piquetage de la roche sur ses deux faces principales. Sur la face ouest, la gravure représente une croix surmontant un socle rectangulaire incluant des cupules. Un visage surmonté d'une coiffure est représenté sur la face est.
Un autre bloc de dimensions similaires est visible au sol.